# Werner Dilger
Werner Dilger (* 24. März 1942 in Winterbach; † 17. Juli 2007 in Chemnitz) war ein deutscher Professor für Informatik und hatte den Lehrstuhl für künstliche Intelligenz an der TU Chemnitz inne.
Sein letztes Hauptforschungsgebiet war die Erforschung künstlicher Immunsysteme.

## Lebenslauf
Dilger studierte evangelische Theologie und absolvierte ein Grundstudium der Mathematik. Anschließend wandte er sich der Informatik zu, deren Studium er 1974 in Karlsruhe als Diplom-Informatiker beendete. An der Universität Kaiserslautern promovierte und habilitierte er.
Von 1989 bis 1993 war er Professor für Praktische Informatik an der EBS Universität für Wirtschaft und Recht Schloss Reichartshausen. 1993 wurde er an die Technische Universität Chemnitz berufen, wo er die Professur künstliche Intelligenz innehatte.
Er ertrank einen Monat nach seiner Verabschiedung im Stausee Oberrabenstein infolge eines Herzinfarktes.

## Tätigkeiten
- Mitgründer und Vorsitzender des Aufsichtsrates der prudsys AG (2002–2006)
- Initiator des Data-Mining-Cups
- Mitinitiator der Robotik-AG an der TU Chemnitz

## Veröffentlichungen (Auswahl)
- W. Dilger, S. Strangfeld: Properties of the Bersini experiment on self-assertion. Proceedings of the Genetic and Evolutionary Computing conference (GECCO) 2006. Seattle, WA., ISBN 1-59593-186-4, S. 95–102.
- S. Schadwinkel, W. Dilger: A dynamic approach to artificial immune systems utilizing neural networks. Proceedings of the Genetic and Evolutionary Computing Conference (GECCO) 2006. Seattle, WA, ISBN 1-59593-186-4, S. 131–134.
- W. Dilger: Structural properties of shape-spaces. Proceedings of the 5th International Conference on Artificial Immune Systems (ICARIS 2006). Oeiras, Portugal, Springer LNCS, ISBN 3-540-37749-2, S. 178–192.
- M. Lehmann, W. Dilger: Controlling the heating system of an intelligent home with an artificial immune system. Proceedings of the 5th International Conference on Artificial Immune Systems (ICARIS 2006). Oeiras, Portugal, Springer LNCS, ISBN 3-540-37749-2, S. 335–348.
- W. Dilger: Analyse räumlicher Daten (Spatial Data Mining). In: W. G. Koch (Hrsg.): Theorie 2003 - 8. Dresdner Sommerschule für Kartographie. September 2003. TU Dresden, Institut für Kartographie, 2004, ISBN 3-86005-410-4, S. 29–41.
- W. Dilger: Decentralized autonomous organization of the intelligent home according to the principle of the immune system. 1997. (ieeexplore.ieee.org)
- W. Dilger, A. Janson: Intelligent backtracking in deduction systems by means of extended unification graphs. Journal of Automated Reasoning 2(1986)1: 43-62. [online https://dl.acm.org/doi/abs/10.5555/5613.5617]
- W. Dilger, W. Womann: Semantic networks as abstract data types. Proceedings of the 8th International Joint Conference on Artificial Intelligence (IJCAI'83). Karlsruhe, Germany, Aug. 8-12, 1983, vol. 1. San Francisco, CA, USA, Morgan Kaufmann Publ., S. 321–324. [online https://www.ijcai.org/Proceedings/83-1/Papers/070.pdf]